# Pierre Ambrunaz Quézel
Prof. Pierre Ambrunaz Quézel (Vigan, 9 de septiembre de 1926 - Roquevaire, 21 de octubre de 2015 ) fue un botánico francés, que trabajó académicamente en la Universidad de Aix-Marseille III, ascendiendo hasta profesor emérito. Fue un exitoso investigador de la flora mediterránea.

## Algunas publicaciones
- pierre a. Quézel, f. Médail, r. Loisel, m. Barbero. 1999. Biodiversidad y conservación de las especies forestales de la cuenca del Mediterráneo. Unasylva, 197[50/2]: 21-28

### Libros
- pierre a. Quézel. 2000. Réflexions sur l'évolution de la flore et de la végétation au Maghreb méditerranéen. París, Ibis Press. ISBN 2-910728-15-3

- ------------------------. 1995. Connaissance et conservation de la flore des îles de la Méditerrannée [sic]: actes du colloque : Ajaccio, France, 5-8 octobre 1993. Editor Faculté des sciences et techniques de Saint Jérôme - Univ. d'Aix-Marseille III, 377 pp.

- ------------------------. 1983. Contribution à L'étude Phytosociologique Et Géobotanique de la Sierra Nevada. 73 pp.

- ------------------------, ruggero Tomaselli, r. Morandini. 1982. Bosque y maquia mediterráneos: ecología, conservación y gestión. Libros del tiempo. MAB technical notes 2. 149 pp. Editor Serbal, ISBN 8485800273

- ------------------------, s. Santa. 1962. Orchidacées. Editor Centre National de la Recherche Scientifique, 30 pp.

- ------------------------, -------------. 1962. Nouvelle flore de l'Algérie et des régions désertiques méridionales, Vol. 2. Ed. du Centre National de la Recherche scientifique, 1.170 pp.

- ------------------------. 1958. Mission botanique au Tibesti. Mémoire 4, Univ. d'Alger, Institut de Recherches Sahariennes. 357 pp.

- ------------------------. 1957. Peuplement végétal des hautes montagnes de l'Afrique du Nord: essai de synthèse biogéographique et phytosociologique. Encyclopédie biogéographique et écologique 10. Editor P. Lechevalier, 463 pp.

- rené Maire, pierre a. Quézel. 1957. Flore de l'Afrique du Nord: Maroc, Algérie, Tunisie, Tripolitaine, Cyrénaïque et Sahara'. Encyclopédie biologique 57. Ed. Lechevalier, 397 pp. ISBN	2720505196

## Honores

### Eponimia
Géneros
- (Brassicaceae) Quezelia Scholz[2]

Especies
- (Adiantaceae) Negripteris quezelii Tardieu in Quézel[3]

- (Aspleniaceae) Asplenium quezelii Tardieu in Quézel[4]

- (Lamiaceae) Salvia quezelii Hedge & Afzal-Rafii[5]

- (Scrophulariaceae) Veronica quezelii M.A.Fisch.[6]
- La abreviatura «Quézel» se emplea para indicar a Pierre Ambrunaz Quézel como autoridad en la descripción y clasificación científica de los vegetales.[7]